# Radcliffe (Grand Manchester)
Pour les articles homonymes, voir Radcliffe.
Radcliffe est une ville britannique située traditionnellement dans le Lancashire (Angleterre), mais qui fait partie depuis 1974 du nouveau comté urbain du Grand Manchester. Sa population est estimée en 2001 à 34 239 habitants.
Bury est la ville de naissance de Nellie Halstead, athlète britannique médaillée de bronze aux Jeux olympiques d'été de 1936, ainsi que du footballeur et entraîneur Billy Hampson, célèbre pour être le joueur le plus âgé à avoir joué une finale de FA Cup.